# Quận của tỉnh Gard
3 quận của tỉnh Gard gồm:
1. Quận Alès, (quận lỵ: Alès) với 12 tổng và 101 xã. Dân số của quận này là 135.735 người năm 1990, 133.761 người năm 1999, tăng trưởng dân số là 1.45%.
2. Quận Nîmes, (tỉnh lỵ của tỉnh Gard: Nîmes) với 24 tổng và 177 xã. Dân số của quận này là 419.077 người năm 1990, và 457.769 người năm 1999, tăng trưởng dân số là 9.23%.
3. Quận Le Vigan, (quận lỵ: Le Vigan) với 10 tổng và 75 xã. Dân số của quận này là 30.237 người năm 1990, và 31.595 người năm 1999, tăng trưởng dân số là 4.49%.